# برونو كاستنر
برونو كاستنر (بالألمانية: Bruno Kastner)‏ (و. 1891 – 1932 م) هو ممثل مسرحي، وممثل أفلام، ومخرج أفلام، وكاتب سيناريو، ومنتج أفلام ألماني، ولد في فورست، توفي في باد كرويتسناخ، عن عمر يناهز 41 عاماً، بسبب شنق.

## وصلات خارجية
- برونو كاستنر على موقع IMDb (الإنجليزية)
- برونو كاستنر على موقع أول موفي (الإنجليزية)
- برونو كاستنر على موقع قاعدة بيانات الأفلام السويدية (السويدية)
- برونو كاستنر على موقع قاعدة بيانات الفيلم (الإنجليزية)
- برونو كاستنر على موقع كينوبويسك (الروسية)